# クアン駅
クアン駅（クアンえき、マレー語:Stesen Komuter Kuang）はマレーシアのセランゴール州クアンにある、マレー鉄道KTMコミューターポート・クラン線の駅。

## 概要
KTMコミューターポート・クラン線の電車が停車する。

## 歴史
- 1892年11月7日 - ラワン～クアラ・ルンプール間開業。

## 駅構造
相対式ホーム2面2線をもつ地上駅である。ホームに面した上下線の間に通過線が2線ある。駅舎は西側にあり、上りホームに面している。下りホームとは構内の跨線橋で結ばれている。
東側の下りホーム裏には、駅北方から分岐したセメント・インダストリーズ・オブ・マレーシアへの引込み線が通っている。
| 1 | 2 ポート・クラン線（上り） | タンジュン・マリム方面           |
| 2 | 2 ポート・クラン線（下り） | KLセントラル、ポート・クラン方面 |

## 隣の駅
マレー鉄道
2 ポート・クラン線
ラワン駅 - クアン駅 - スンガイ・ブロー駅